# Чи-То
Тип 4 (яп. 四式中戦車), «Чи-То» (チト) — японский средний танк периода Второй мировой войны. Был создан на основе более раннего танка «Чи-Ну» и сохранял его конструктивные особенности, но имел новое шасси увеличенного размера. В 1942—1943 годах было построено, по разным данным, шесть шасси, из которых были закончены как танки лишь два прототипа, либо же пять прототипов. Первоначально планировалось запустить «Чи-То» в серийное производство, чтобы заменить им устаревшие танки на базе «Чи-Ха», а также создать семейство специализированных машин на его базе, но с ухудшением ситуации для Японии к 1944 году было принято решение продолжить выпуск использовавших отработанную базу «Чи-Ну», не теряя времени на освоение в производстве новой конструкции. В результате начало серийного выпуска «Чи-То» было отложено до августа 1945 года, и в реальности начат он так и не был.